# Каяани (волость)

Расположение волости Каяани, 2009

Каяани (фин. Kajaani) — бывшая финская волость, расположенная в провинции Кайнуу. В 1977 году волость Каяани была присоединена к городу Каяани. Соседними волостями Каяани являлись Палтамо, Соткамо, Сонкаярви, Ваала и Вуолийоки.